# Éric Briffard

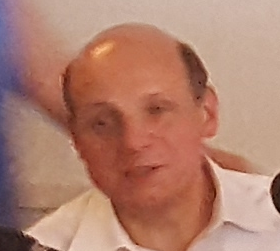
Éric Briffard (2017).

Éric Briffard (* 30. November 1961 in Auxerre) ist französischer Küchenchef. Bis Ende 2014 leitete er das Restaurant Le Cinq des Hôtel Georges V in Paris.

## Leben und Werk
Nach Ausbildung im Relais Saint Fiacre in Appoigny und im japanischen Palazzo Royal Park Hotel ist er ab 1990 zweiter Küchenchef im Restaurant Jamin von Joël Robuchon. Im Jahr 2000 erhält er einen zweiten Michelin-Stern im Plaza Athénée in Paris. 2008 wird er Küchenchef im derzeit mit zwei Michelin-Sternen ausgezeichneten Restaurant Le Cinq. Im Oktober 2014 verliert er diese Position, wohl, weil es ihm nicht gelang, sich und dem Betrieb den dritten Michelin-Stern zu erkochen. Briffard führt derzeit kein Restaurant.